# Conophytum rubrolineatum
Conophytum rubrolineatum là một loài thực vật có hoa trong họ Phiên hạnh. Loài này được Rawé mô tả khoa học đầu tiên năm 1971.